# Unutarnje tržište EU
Unutarnje tržište EU predstavlja jezgru današnje Europske unije. Bilo je određeno Rimskim ugovorima 1957. godine. Plan je bio da se ostvari kroz 12 godina. Predviđa negativnu i pozitivnu ekonomsku integraciju.
Početkom 80-ih to je bio osjetljiv problem, jer još uvijek se nije ostvarilo unutarnje tržište. Jacques Delors napisao je Bijelu knjigu: dovršetak unutarnjeg tržišta 1985. godine. U njoj je naveo sve glavne prepreke unutarnjem tržištu: fizičke prepreke (zaustavljanje na granicama između država članica, carinske kontrole), tehničke prepreke (prilagođavanje različitim nacionalnim proizvodnim standardima, zatvorena nacionalna tržišta za javnu nabavu) i  fiskalne prepreke (posebice različite stope PDV-a i trošarine).

## Tržišne slobode i njihova sudska zaštita
Norme UFEU koje neposredno utvrđuju unutarnje tržište sadržane su u III. dijelu UFEU (Unutarnje tržište).
Europska unija temelji se na unutrašnjem tržištu čiji su bitni dio četiri tržišne slobode. To su: 
- sloboda kretanja roba
- sloboda pružanja usluga
- sloboda kretanja radnika
- sloboda kretanja kapitala

Sloboda pružanja usluga preko državnih granica u sebi uključuje i slobodu pravnog nastanka.

## Prepreke
Prepreke su zabranjene. Mogu biti carine i davanja, diskriminacijski porezi, količinska ograničenja i mjere. Mjere su najprije formalna diskriminacija (od kuda je roba?), te materijalna diskriminacija (kakva je roba? – težina, sastav, oblik, veličina, izgled robe).
države članice mogu tražiti označavanje izvora proizvoda samo ako to utječe na kvalitetu.
Prepreke slobodi kretanja robe mogu biti carinske i porezne (eng. tarrif barriers) ili necarinske (eng. non-tarrif barriers). Temeljne odredbe UFEU koje uređuju slobodu kretanja robe na način da propisuju zabranu necarinskih barijera su članci 34., 35. i 36.
- Čl.34: Zabranjena su količinska ograničenja na uvoz i sve mjere s istovrsnim učinkom između država članica.
- Čl.35: Zabranjena su količinska ograničenja na izvoz i sve mjere s istovrsnim učinkom između država članica.
- Čl.36: Odredbe čl.34 i 35 ne isključuju zabrane ili ograničenja uvoza, izvoza ili provoza roba, a koja su opravdana razlozima javnog morala, javne politike ili javne sigurnosti; zaštite zdravlja i života ljudi, životinja i biljaka; zaštite nacionalnih blaga umjetničke, povijesne ili arheološke vrijednosti; ili zaštite industrijskog i komercijalnog vlasništva. Takve zabrane ili ograničenja, međutim, ne smiju biti sredstvom arbitrarne diskriminacije ili prikrivenog ograničavanja trgovine između država članica.[2]